# Anthenea viguieri
Anthenea viguieri är en sjöstjärneart som beskrevs av Doderlein 1915. Anthenea viguieri ingår i släktet Anthenea och familjen Oreasteridae. Inga underarter finns listade i Catalogue of Life.